# Football Club Fleury 91 2018-2019
Questa voce raccoglie le informazioni riguardanti la squadra femminile del Football Club Fleury 91 nelle competizioni ufficiali della stagione 2018-2019.

## Divise e sponsor
La grafica delle divise ripropone i colori sociali del club, il rosso e il nero. Il main sponsor era a società di trasporti Bovis, lo sponsor tecnico, fornitore delle tenute da gioco, Nike.
| Casa | Trasferta |

## Organigramma societario
Area tecnica
- Allenatore: Jérémie Descamps
- Vice allenatore:
- Preparatore dei portieri:
- Preparatore atletico:
- Medico sociale:
- Fisioterapista:

## Rosa
Rosa, ruoli e numeri di maglia come da sito statsfootofeminin.fr.
| N. |                        | Ruolo | Calciatore            |
| -- | ---------------------- | ----- | --------------------- |
| 1  | Francia (bandiera)     | P     | Blandine Joly         |
| 3  | Canada (bandiera)      | D     | Melissa Roy           |
| 4  | Francia (bandiera)     | D     | Léonie Multari        |
| 5  | Stati Uniti (bandiera) | D     | Madeline Bauer        |
| 6  | Francia (bandiera)     | C     | Daphne Corboz         |
| 7  | Francia (bandiera)     | A     | Danaé Dunord          |
| 8  | Stati Uniti (bandiera) | C     | Rachel Corboz         |
| 9  | Francia (bandiera)     | A     | Sarah Palacin         |
| 10 | Francia (bandiera)     | A     | Céline Chatelain      |
| 11 | Francia (bandiera)     | A     | Julie Machart-Rabanne |
| 13 | Canada (bandiera)      | A     | Alex Lamontagne       |
| 14 | Francia (bandiera)     | A     | Marie-Charlotte Léger |

| N. |                    | Ruolo | Calciatore             |
| -- | ------------------ | ----- | ---------------------- |
| 15 | Francia (bandiera) | D     | Léna Jouan             |
| 16 | Francia (bandiera) | P     | Maryne Gignoux-Soulier |
| 17 | Marocco (bandiera) | C     | Salma Amani            |
| 19 | Francia (bandiera) | A     | Nadjma Ali Nadjim      |
| 20 | Francia (bandiera) | C     | Charlotte Fernandes    |
| 21 | Francia (bandiera) | C     | Maéva Clémaron         |
| 22 | Francia (bandiera) | D     | Gwenaëlle Butel        |
| 23 | Francia (bandiera) | D     | Teninsoun Sissoko      |
| 26 | Francia (bandiera) | D     | Kelly Gadea            |
| 28 | Francia (bandiera) | D     | Marine Haupais         |
| 30 | Francia (bandiera) | P     | Pauline Benoist        |

## Calciomercato

### Sessione estiva
| Acquisti | Acquisti              | Acquisti            | Acquisti    |
| R.       | Nome                  | da                  | Modalità    |
| -------- | --------------------- | ------------------- | ----------- |
| P        | Blandine Joly         | Montpellier         | definitivo  |
| C        | Kelly Gadea           | Olympique Marsiglia | definitivo  |
| A        | Nadjma Ali Nadjim     | Bordeaux            | definitivo  |
| A        | Marie-Charlotte Léger | Montpellier         | in prestito |

| Cessioni | Cessioni       | Cessioni        | Cessioni      |
| R.       | Nome           | a               | Modalità      |
| -------- | -------------- | --------------- | ------------- |
| C        | Claire Lavogez | Olympique Lione | fine prestito |

## Risultati

### Division 1

#### Girone di andata
| Arbitro: | Beyer |

|  |           |                     |
|  | Marcatori | 24’ (rig.) Périsset |

| Arbitro: | Bollengier |

|  |           |                |
|  | Marcatori | 16’, 76’ Gadéa |

| Arbitro: | Soriano |

|               |           |  |
| D. Corboz 31’ | Marcatori |  |

| Arbitro: | Burban |

|            |           |             |
| Lavaud 41’ | Marcatori | 9’ Clémaron |

| Arbitro: | Vanderstichel |

|           |           |               |
| Léger 54’ | Marcatori | 41’ Sällström |

| Camphin-en-Pévèle 13 ottobre 2018, ore 14:30 CEST 6ª giornata | Lilla  | 0 – 0 referto | Fleury | Complexe Sportif de Luchin (357 spett.)\| Arbitro: \| Kubler \| |
| Arbitro:                                                      | Kubler |               |        |                                                                 |

| Rodez 20 ottobre 2018, ore 14:30 CEST 7ª giornata | Rodez   | 0 – 0 referto | Fleury | Stadio Paul Lignon (333 spett.)\| Arbitro: \| Soriano \| |
| Arbitro:                                          | Soriano |               |        |                                                          |

| Arbitro: | Guillemin |

|                     |           |                      |
| Machart-Rabanne 29’ | Marcatori | 48’ (rig.) Bourgouin |

| Arbitro: | Maubacq |

|                                          |           |           |
| Fourré 4’, 58’ Oparanozie 14’ Fleury 52’ | Marcatori | 42’ Léger |

| Arbitro: | Bartnik |

|                                              |           |                                 |
| Machart-Rabanne 28’ Léger 56’ Ali Nadjim 88’ | Marcatori | 11’ Declercq 27’ (rig.) Solanet |

| Arbitro: | Burban |

|                                                              |           |           |
| Le Sommer 5’ Marozsán 42’ Ad. Hegerberg 66’ Christiansen 84’ | Marcatori | 32’ Léger |

#### Girone di ritorno
| Arbitro: | Guillemin |

|                                     |           |         |
| Toletti 33’ Le Bihan 65’ Cayman 80’ | Marcatori | 46’ Roy |

| Arbitro: | Maubacq |

|                   |           |            |
| Léger 23’ Roy 45’ | Marcatori | 8’ Delabre |

| Arbitro: | Maubacq |

|                                              |           |          |
| Amani 16’ Gadéa 32’ Lamontagne 43’ Léger 49’ | Marcatori | 52’ Sarr |

| Arbitro: | Burban |

|                       |           |                      |
| Matéo 16’ Makanza 51’ | Marcatori | 73’ (rig.) D. Corboz |

| Arbitro: | Hélène Burban |

|                |           |                        |
| Lamontagne 41’ | Marcatori | 19’ (rig.), 77’ Asseyi |

| Arbitro: | Hélène Burban |

|                                  |           |  |
| Wang 6’ Diani 24’, 28’ Nadim 75’ | Marcatori |  |

| Fleury-Mérogis 16 marzo 2019, ore 14:30 CET 18ª giornata | Fleury    | 0 – 0 referto | Rodez | Stadio Auguste Gentelet (144 spett.)\| Arbitro: \| Goncalves \| |
| Arbitro:                                                 | Goncalves |               |       |                                                                 |

| Arbitro: | Efe |

|               |           |            |
| D. Corboz 73’ | Marcatori | 39’ Jaimes |

| Arbitro: | Goncalves |

|                          |           |                     |
| Bussaglia 23’ Thomas 52’ | Marcatori | 87’ Machart-Rabanne |

| Arbitro: | Bartnik |

|         |           |                 |
| Roy 90’ | Marcatori | 37’, 63’ Fleury |

| Arbitro: | Soriano |

|                    |           |                     |
| Bourgouin 40’, 81’ | Marcatori | 16’ Machart-Rabanne |

### Coppa di Francia
| Arbitro: | Goncalves |

|  |           |                                                   |
|  | Marcatori | 22’ R. Corboz 72’, 86’ Léger 83’ (rig.) D. Corboz |

| Arbitro: | Beyer |

|                       |           |  |
| Ali Nadjim 27’, 90+2’ | Marcatori |  |

| Arbitro: | Vanderstichel |

|                        |           |  |
| Thiney 45’ Makanza 86’ | Marcatori |  |

## Statistiche

### Statistiche di squadra
| Competizione     | Punti | In casa | In casa | In casa | In casa | In casa | In casa | In trasferta | In trasferta | In trasferta | In trasferta | In trasferta | In trasferta | Totale | Totale | Totale | Totale | Totale | Totale | DR  |
| Competizione     | Punti | G       | V       | N       | P       | Gf      | Gs      | G            | V            | N            | P            | Gf           | Gs           | G      | V      | N      | P      | Gf     | Gs     | DR  |
| ---------------- | ----- | ------- | ------- | ------- | ------- | ------- | ------- | ------------ | ------------ | ------------ | ------------ | ------------ | ------------ | ------ | ------ | ------ | ------ | ------ | ------ | --- |
| Division 1       | 22    | 11      | .       | .       | .       | .       | .       | 11           | .            | .            | .            | .            | .            | 22     | 5      | 7      | 10     | 24     | 34     | -10 |
| Coppa di Francia | -     | 1       | 1       | 0       | 0       | 2       | 0       | 2            | 1            | 0            | 1            | 4            | 2            | 3      | 2      | 0      | 1      | 6      | 2      | +4  |
| Totale           | -     | 12      | .       | .       | .       | .       | .       | 13           | .            | .            | .            | .            | .            | 25     | 7      | 7      | 11     | 30     | 36     | -6  |

### Andamento in campionato
| Giornata  | 1 | 2 | 3 | 4 | 5 | 6 | 7 | 8 | 9 | 10 | 11 | 12 | 13 | 14 | 15 | 16 | 17 | 18 | 19 | 20 | 21 | 22 |
| --------- | - | - | - | - | - | - | - | - | - | -- | -- | -- | -- | -- | -- | -- | -- | -- | -- | -- | -- | -- |
| Luogo     |   |   |   |   |   |   |   |   |   |    |    |    |    |    |    |    |    |    |    |    |    |    |
| Risultato |   |   |   |   |   |   |   |   |   |    |    |    |    |    |    |    |    |    |    |    |    |    |
| Posizione |   |   |   |   |   |   |   |   |   |    |    |    |    |    |    |    |    |    |    |    |    | 9  |

Legenda:

Luogo: C = Casa; T = Trasferta. Risultato: V = Vittoria; N = Pareggio; P = Sconfitta.

### Statistiche delle giocatrici
| Giocatore | Division 1 | Division 1 | Division 1  | Division 1 | Coppa di Francia | Coppa di Francia | Coppa di Francia | Coppa di Francia | Totale   | Totale | Totale      | Totale     |
| Giocatore | Presenze   | Reti       | Ammonizioni | Espulsioni | Presenze         | Reti             | Ammonizioni      | Espulsioni       | Presenze | Reti   | Ammonizioni | Espulsioni |
| --------- | ---------- | ---------- | ----------- | ---------- | ---------------- | ---------------- | ---------------- | ---------------- | -------- | ------ | ----------- | ---------- |